# (500) Days of Summer
(500) Days of Summer és una pel·lícula de comèdia i drama estrenada el 2009 i protagonitzada per Joseph Gordon-Levitt i Zooey Deschanel. Fou dirigida per Marc Webb, escrita per Scott Neustadter i Michael H. Weber, i produïda per Mark Waters. S'ha subtitulat al català.

## Argument
El protagonista és Tom Hansen (Joseph Gordon-Levitt), un jove que treballa en una empresa que es dedica a la confecció de postals. Un dia, coneix a la nova secretària del director, Summer Finn (Zooey Deschanel), i se n'enamora. Quan ella posa fi a la relació, Tom, juntament amb els seus amics, repassa el temps que va passar amb ella per saber què va fer malament i què fer per recuperar-la.

## Personatges
- Tom: Joseph Gordon-Levitt
- Summer: Zooey Deschanel
- Vance: Clark Gregg
- Paul: Matthew Gray Gubler
- Alison: Rachel Boston
- McKenzie: Geoffrey Arend
- Rachel Hansen: Chloë Grace Moretz
- Autumn: Minka Kelly
- Millie: Patricia Belcher

## Banda sonora
La banda sonora del film va sortir el 14 de juliol de 2009. Va estar situada al número 42 de la llista Billboard 200 dels Estats Units.
1. "A Story of Boy Meets Girl" – Mychael Danna i Rob Simonsen
2. "Us" – Regina Spektor
3. «There Is a Light That Never Goes Out» – The Smiths
4. "Bad Kids" – Black Lips
5. «Please, Please, Please Let Me Get What I Want» – The Smiths
6. "There Goes the Fear" – Doves
7. "You Make My Dreams" – Hall & Oates
8. "Sweet Disposition" – The Temper Trap
9. «Quelqu'un m'a dit» – Carla Bruni
10. "Mushaboom" – Feist
11. "Hero" – Regina Spektor
12. «Bookends» – Simon & Garfunkel
13. "Vagabond" – Wolfmother
14. "She's Got You High" – Mumm-Ra
15. "Here Comes Your Man" – Meaghan Smith
16. "Please, Please, Please Let Me Get What I Want" – She & Him

## Premis i nominacions
Nominacions
- 2010: Globus d'Or a la millor pel·lícula musical o còmica
- 2010: Globus d'Or al millor actor musical o còmic per Joseph Gordon-Levitt